# Современный человек
«Современный человек» (яп. 現代人, гэндайдзин; другое название — «Современные люди»; англ. The Moderns) — японский чёрно-белый фильм-драма режиссёра Минору Сибуя, вышедший на экраны в 1952 году.

## Сюжет
Начальник отдела строительного департамента Хагино совершает незаконные сделки с частной компанией «Ивамицу». Когда одного работника отдела смещают с должности, Хагино решает, что наступило время порвать связь с компанией. Но это ему не удаётся. Компания «Ивамицу» продолжает привлекать его возможностью лёгкой наживы, а в этом ему помогает новый работник отдела Одагири, человек чистосердечный, но пропитанный взглядами послевоенного поколения. Одагири любит дочь Хагино, Идзуми. Стремясь сделать Идзуми счастливой, Одагири развивает лихорадочную деятельность — он добивается разрыва Хагино и Ивамицу, отбивает у Хагино его любовницу — хозяйку бара, которую Хагино заимел при посредничестве Ивамицу. Однажды ночью Одагири убивает Ивамицу и поджигает контору, чтобы скрыть следы отношений между Хагино и Ивамицу. Хагино собрался уже идти с повинной в полицию, Одагири заставляет его отказаться от этого намерения и берёт всю вину на себя.

## В ролях
- Рё Икэбэ — Тору Одагири
- Исудзу Ямада — госпожа Синако (хозяйка бара)
- Со Ямамура — Моритоси Хагино
- Тосико Кобаяси — Идзуми Хагино
- Юко Мотидзуки — гейша
- Синсукэ Асида — прокурор
- Юми Такано — Сидзука Хаха
- Дзюн Татара — Масао Ивако
- Ямадзи Ёсито — отец Одагири
- Рэйко Мидзуками — мать Одагири
- Тору Абэ — брат Одагири
- Эйко Такамацу — Огино

## Премьеры
- — национальная премьера фильма состоялась 3 сентября 1952 года в Токио[2].

## Награды и номинации
Премия «Голубая лента»
- 3-я церемония награждения (1953)[3]

- Премия за лучшей актрисе 1952 года — Исудзу Ямада (ex aequo — «Буря в горах Хаконэ», реж. Сацуо Ямамото).

Кинопремия «Майнити»
- 7-я церемония награждения (1953)[3][4]

- Премия за лучшей актрисе 1952 года — Исудзу Ямада (ex aequo — «Буря в горах Хаконэ», реж. Сацуо Ямамото).
- Премия за лучшему режиссёру 1952 года — Минору Сибуя (ex aequo — «Сегодня приема нет» («Закрыты на весь день»)).

Каннский международный кинофестиваль (1953)
- Номинация на Главный приз «Золотая пальмовая ветвь»

Премия журнала «Кинэма Дзюмпо» (1953)
- Номинация на премию за лучший фильм 1952 года, однако по результатам голосования занял лишь 4 место.

## Комментарии
1. ↑  Разночтение русских названий идёт ещё с советских времён. В первом издании «Кинословаря» (М. Советская энциклопедия, Т. 2: М—Я., 1970 стр. 532) и в русских переводах книг Акиры Ивасаки «Современное японское кино» (М. Искусство, 1962. С. 212; 387) и «История японского кино» (М. Прогресс, 1966, С. 188) фильм упомянут как «Современный человек». В русском переводе книги Тадао Сато «Кино Японии» (М. Радуга, 1988. С. 118) фильм представлен уже как «Современные люди». Это же название встречается на некоторых русскоязычных сайтах в сети Интернет.